# Xenanastatus
Xenanastatus is een geslacht van vliesvleugeligen uit de familie Eupelmidae. De wetenschappelijke naam van dit geslacht is voor het eerst geldig gepubliceerd in 1988 door Boucek.

## Soorten
Het geslacht Xenanastatus omvat de volgende soorten:
- Xenanastatus keralicus Narendran, 1998
- Xenanastatus padus Narendran, 1998
- Xenanastatus partisanguineus (Girault, 1923)